# 俄罗斯2019冠状病毒病疫苗接种计划
俄罗斯的2019冠狀病毒病疫苗接種計劃是在俄罗斯所进行的疫苗接种计划来推行的。
截至2022年10月1日，已有85,094,650名俄罗斯本土居民已接种至少一剂疫苗，并有76,879,530名居民已接种完整疫苗。

## 采用疫苗
| 疫苗品牌     | 紧急授权       | 启用日期       | 最终启用日期 |
| ------------ | -------------- | -------------- | ------------ |
| 卫星V        | 2020年8月10日  | 2020年11月27日 | 2022年2月4日 |
| EpiVacCorona | 2020年10月14日 | 2021年1月18日  | 向未完成     |
| CoviVac      | 2021年2月20日  | 2021年3月25日  | 向未完成     |
| 卫星Light    | 2021年5月6日   | 向未完成       | 向未完成     |

## 备注
1. ↑  包括克里米亚。
2. ↑  包括克里米亚。